# Sokoto (Nigeria)

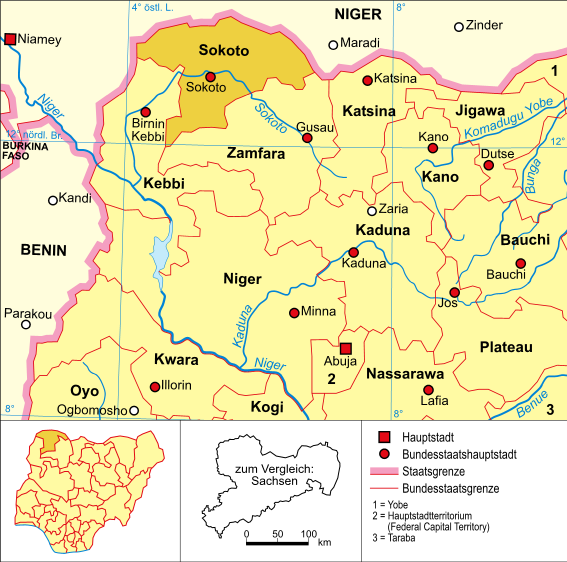
Sokoto im Bundesstaat Sokoto

Sokoto (örtlicher Name Sakkwato) ist eine Stadt im Nordwesten Nigerias mit 358.857 Einwohnern (Berechnungsstand 2012). Sie ist Hauptstadt des gleichnamigen Bundesstaats Sokoto. Sie ist gleichzeitig Sitz des katholischen Bistums Sokoto.

## Geographie
Sokoto liegt im Nordwesten Nigerias im Tal der Flüsse Sokoto und Rima, südlich der Flüsse, da das Gebiet zwischen ihnen oft überschwemmt wird. Größere Städte in der Nähe sind Illela und Argungu. Wie der gesamte Norden Nigerias besteht auch die Landschaft um Sokoto aus Savanne der Großlandschaft Sudan.

### Klima
Das heiße Klima Sokotos hat häufige Temperaturschwankungen und hohe Luftfeuchtigkeit zur Folge. Im Durchschnitt ist die höchste Temperatur 40 °C im April, die tiefste liegt im Dezember und Januar unter 15 °C. Die Luftfeuchtigkeit schwankt zwischen 10 Prozent im Februar und 90 Prozent im August. Die Niederschlagsmenge des Jahres liegt bei 733 mm, es regnet hauptsächlich zwischen Juli und September mit einem Maximum von 244 mm im August.

## Geschichte

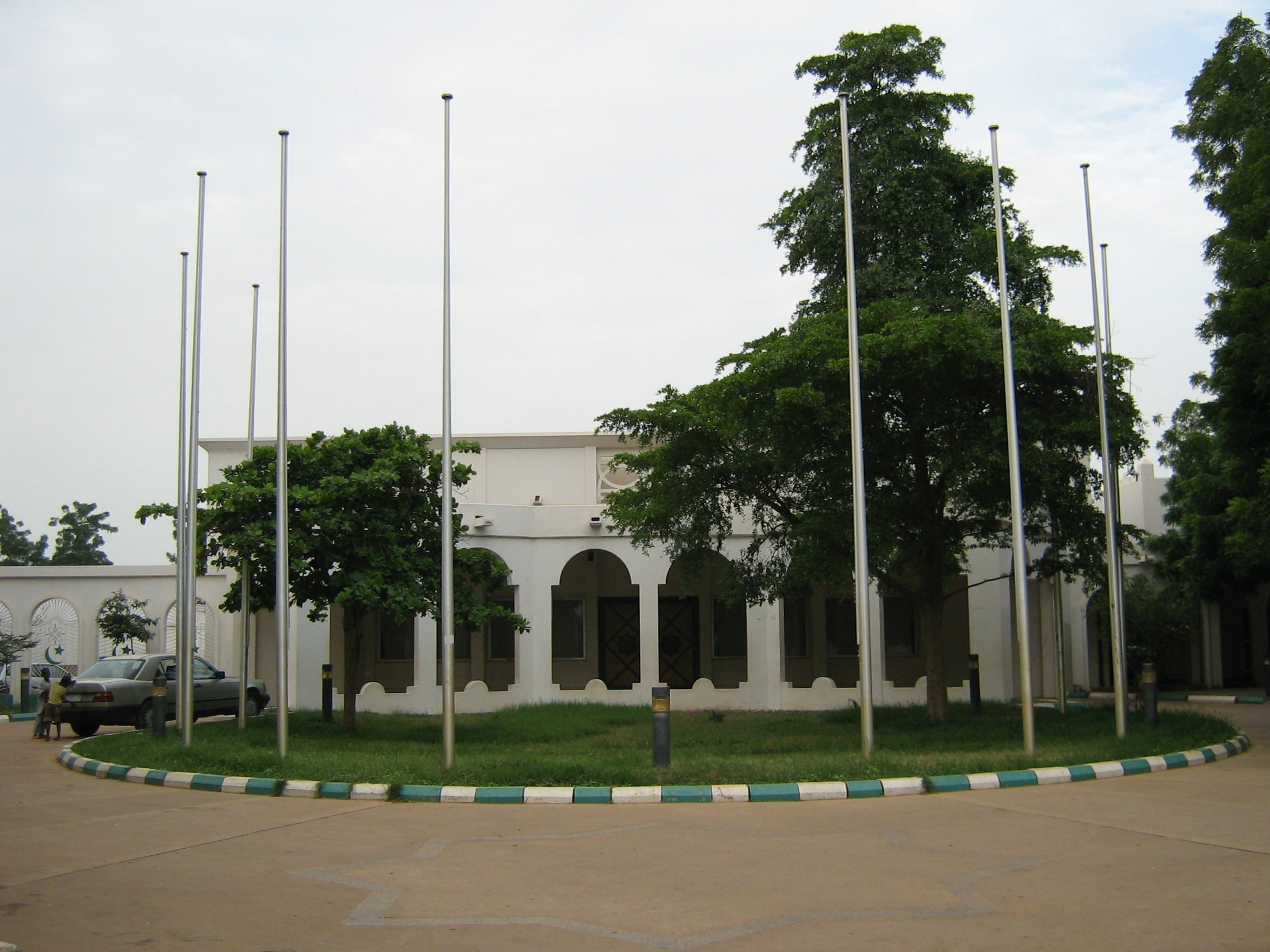
Der Palast des Sultans

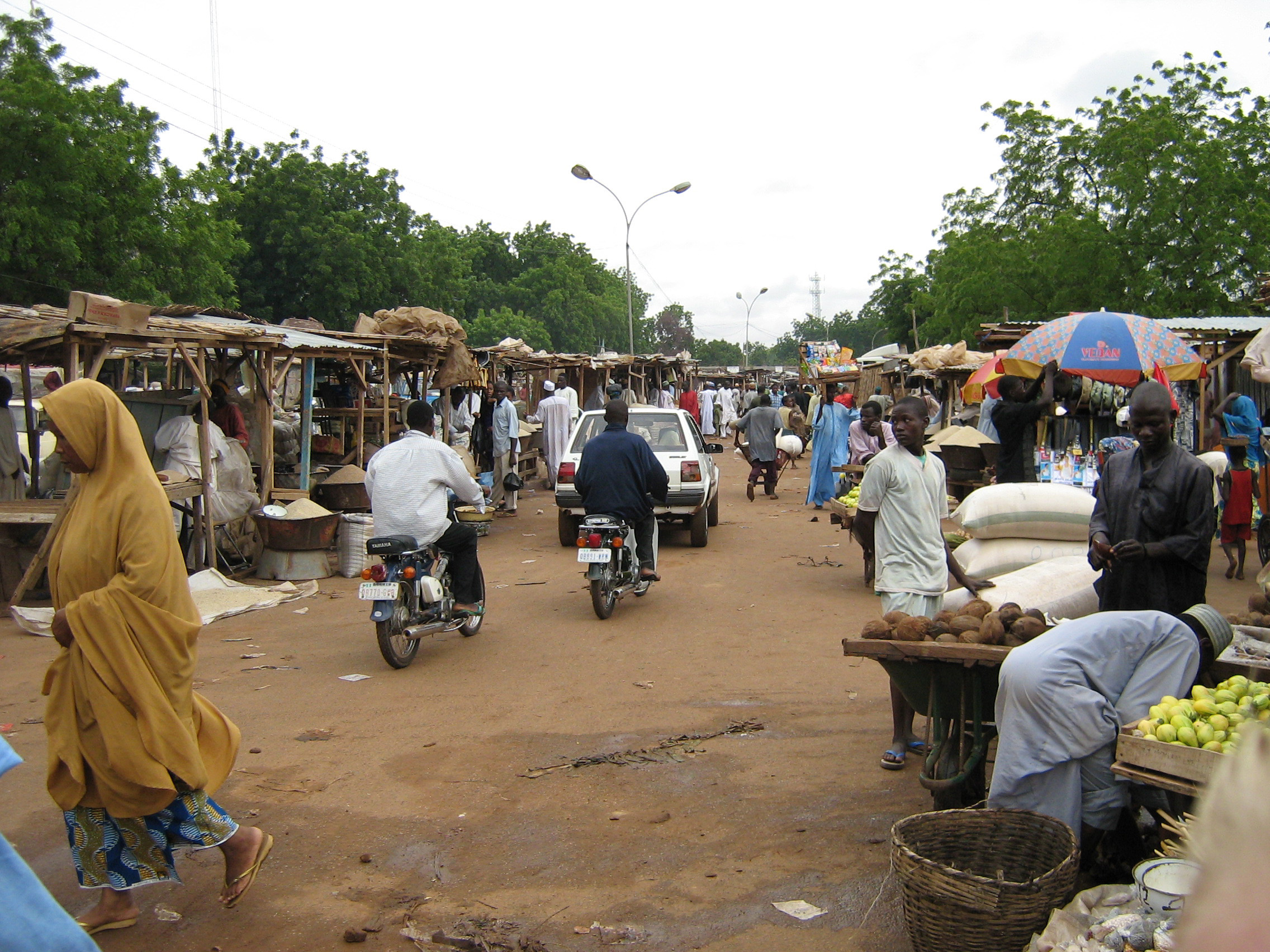
Markt in Sokoto

Sokoto war seit 1808 Hauptstadt des Kalifats von Sokoto, das von Usman dan Fodio während seines Dschihad zwischen 1804 und 1812 gegründet wurde und weite Teile Nordnigerias beherrschte, bis es 1903 von den Briten unter Frederick Lugard geschlagen wurde.

### Einwohnerentwicklung
Im Jahr 1825 zählte der britische Afrikaforscher Richard Lander 120.000 Einwohner, 1921 wohnten in Sokoto nur noch 19.300, 1963 90.000 Menschen.
Im Jahr 2002 waren 55 Prozent der Bevölkerung jünger als 20 Jahre und 40 Prozent 20 bis 60 Jahre alt.

## Politik
Sokoto ist die Hauptstadt des nigerianischen Bundesstaates Sokoto, in dem wie auch in anderen nördlichen Bundesstaaten Nigerias die Schari'a wieder eingeführt wurde, was in der internationalen Presse Aufmerksamkeit erregte.

## Wirtschaft und Infrastruktur
Sokoto besitzt ein gutes Straßennetz und Verbindungen zu anderen Bundesstaaten Nigerias sowie zur nigrischen Hauptstadt Niamey. Der Flughafen Sultan Abubakar III Airport im Süden der Stadt wird hauptsächlich von Mekkapilgern aus den Bundesstaaten Sokoto, Kebbi und Zamfara genutzt. Im Jahr 1991 kamen 247 aus Sokoto stammende Pilger beim Absturz des Nigeria-Airways-Flugs 2120 ums Leben. Vor 2004 bot Nigeria Airways eine Linienflugverbindung zwischen Sokoto und der Hauptstadt Abuja an.
Wichtige Einrichtungen sind die Usman-dan-Fodio-Universität, die auf der anderen Seite der Flüsse Sokoto und Rima gelegen ist, ein Universitätsklinikum und ein weiteres, spezialisiertes Krankenhaus, weitere Hochschulen eine nach Shehu Shagari benannte pädagogische Hochschule.

## Kultur
Einmal im Jahr findet ein sehr großes Fischer-Festival statt. Der Termin hängt von der Mondphase ab und liegt in der Übergangszeit von der Regen- zur Trockenzeit. Prämiert wird der Fischer, der den größten Fisch fängt.